# Gasometer (Oberhausen)
Gasometer Oberhausen is een grote gashouder in Oberhausen (Duitsland), met een hoogte van 117 m en is opgenomen in de Europese Route voor Industrieel Erfgoed.
De gashouder werd in de periode van 1927 tot 1929 gebouwd en in 1988 uit gebruik genomen. Sinds 1993 is de voormalige gashouder een expositiecentrum.
De Gasometer Oberhausen tussen het Rhein-Herne-kanaal en het winkel- en recreatiecentrum CentrO is het symbool van de stad en staat tevens voor de structuur-veranderingen van het Ruhrgebied. De gashouder is opgenomen in de Route der Industriekultur, die langs alle industriële bezienswaardigheden in het Ruhrgebied gaat.

## 2013
In 2013 was er in Gasometer Oberhausen een tentoonstelling van Christo.